# (1626) Sadeya
(1626) Sadeya – planetoida z pasa głównego asteroid okrążająca Słońce w ciągu 3 lat i 232 dni w średniej odległości 2,36 au. Została odkryta 10 stycznia 1927 roku w Observatorio Fabra w Barcelonie przez Josepa Solę. Nazwa planetoidy pochodzi od Sociedad Astronomica de Espana y America, Hiszpańskiego Towarzystwa Astronomicznego. Przed nadaniem nazwy planetoida nosiła oznaczenie tymczasowe (1626) 1927 AA.